# Korinthische orde

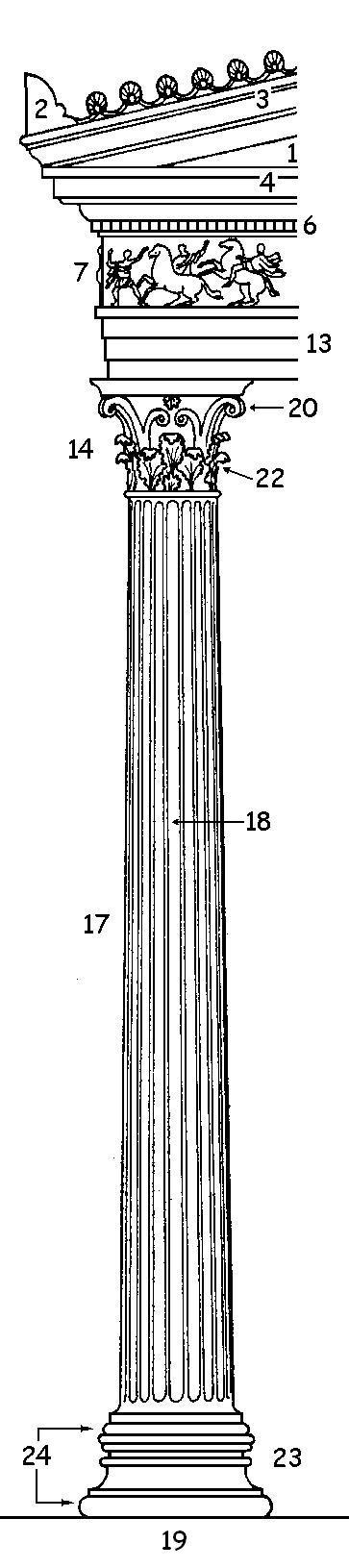
De Korinthische bouwstijl

De Korinthische orde is de jongste van de drie bouworden van de oud-Griekse architectuur, volgens overlevering gecreëerd door de beeldhouwer Callimachus. Vooral in het Romeinse tijdperk kende deze orde een grote verspreiding. De Korinthische orde komt met name voor in Klein-Azië.

## Relatie met andere orden
De twee grote orden, die aan de Korintische orde vooraf gingen, waren de  Dorische en de Ionische orde.
Vitruvius schreef in zijn De architectura, dat de Korinthische orde zich alleen van de Dorische en Ionische orde onderscheidde door de vorm van de zuilen. Het hoofdgestel kon volgens hem zowel een Dorisch zijn, met trigliefen en metopen, of een Ionisch, met gebeeldhouwd fries en tandlijst. Vitruvius schreef ook over de Toscaanse orde en wijdt een hoofdstuk aan de Etruskische tempels.
Gewoonlijk paste men echter het Ionische hoofdgestel toe. Het acanthusmotief is kenmerkend voor de Korinthische orde, met op de vier hoeken een gereduceerde voluut uit de Ionische orde. De voluten zouden naderhand verwaarloosd gaan worden. Het acanthusmotief is de versiering van de kapitelen, daarom de Korinthische kapitelen, geïnspireerd door de bladeren van de acanthus, een plant. Het toegepaste type kapiteel is bladkapiteel en tevens voluutkapiteel.
De composiete orde ontwikkelde zich in de Romeinse architectuur. Het was een samenstel van de Ionische en de Korinthische orde.
De klassieke zuilenorden werd in de Italiaanse renaissancebouwkunst nieuw leven ingeblazen. Er werd nauwkeurig vastgelegd hoe er in de zuilen en hoofdgestel detail moest worden aangebracht.  Italiaanse architectuurtheoretici, zoals Sebastiano Serlio, Giacomo Barozzi da Vignola en Andrea Palladio beschreven en tekenden in de zestiende eeuw de Korinthische orde.

## Voorbeelden van de Korinthische orde in Nederland
Het betreft hier bouwwerken uit het Hollands classicisme en neoclassicisme, veelal met pilasters in plaats van zuilen.
- Trippenhuis in Amsterdam
- Korenbeurs in Groningen

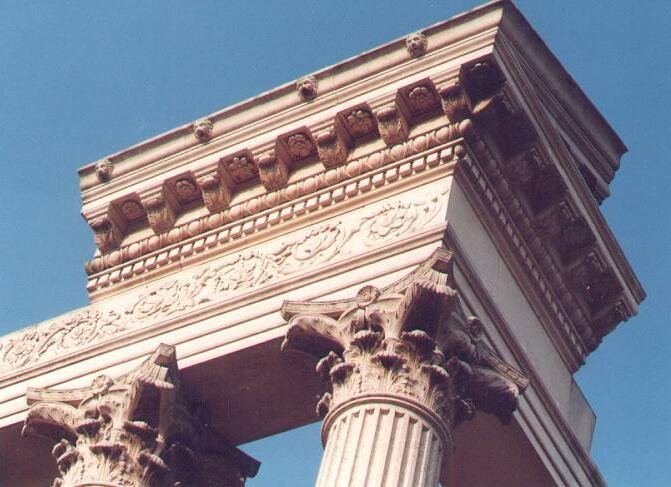
Reconstructie van de 'Haventempel' te Xanten
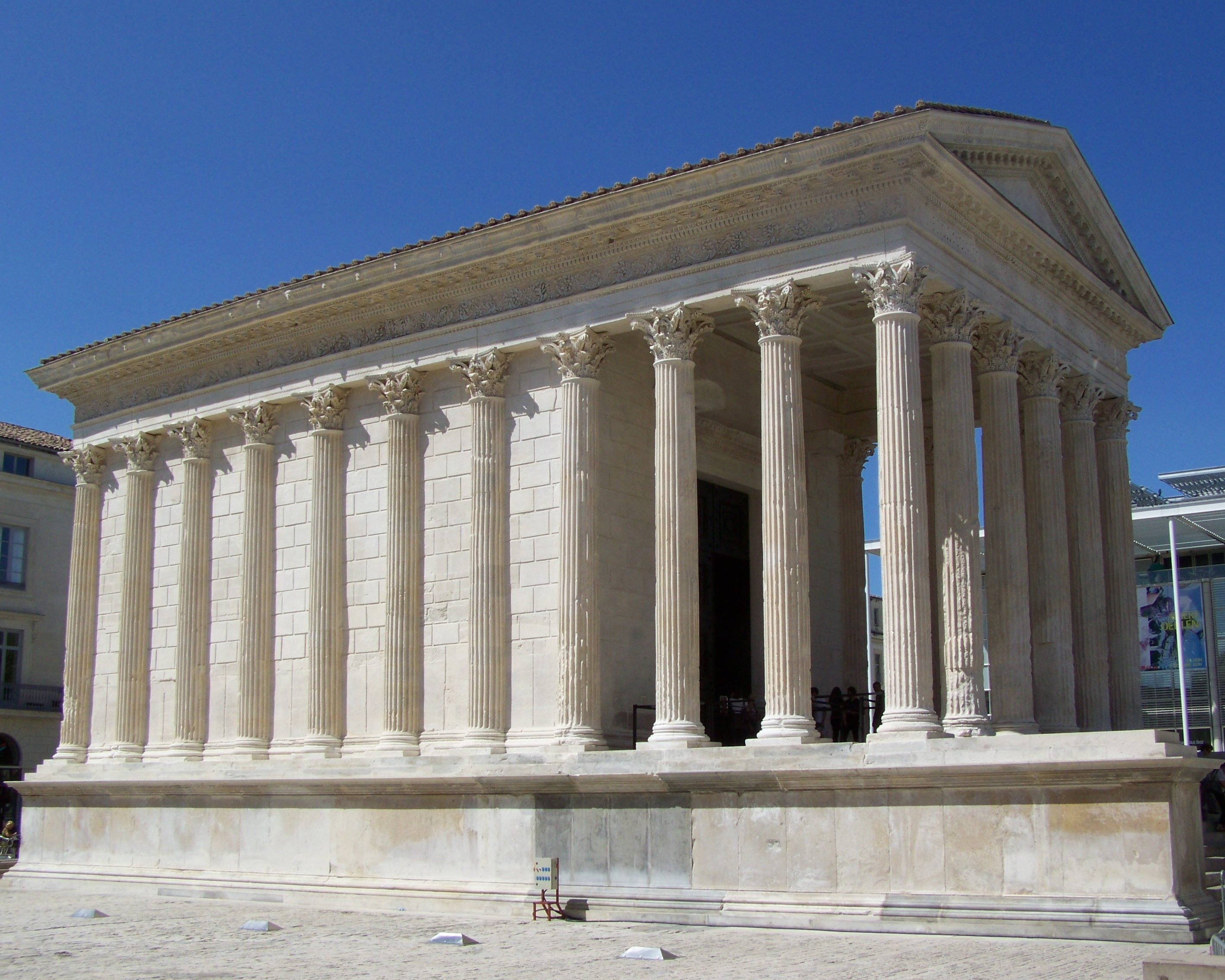
Maison Carré in Nîmes

## Elementen van de Korinthische bouwstijl
De nummers verwijzen naar de afbeelding:
- [1] fronton of gevelveld
- [2] acroterium
- [3] cimaas of sima, schuine gootlijst
- [4] geison of horizontale kroonlijst
- [6] tandlijst
- [7] fries, met doorlopend beeldhouwwerk
- [13] architraaf, in de hoogte verdeeld in 3 dokoi of horizontale balken
- [14] kapiteel, met [20] en [22]
- [17] zuilschacht
- [18] cannelure, met vlakke naad
- [19] stylobaat
- [20] voluut
- [22] 'mandje', met gestileerde acanthusbladeren
- [23] zuilbasement, met [24]
- [24] torus of bolle sierring of scotia, holle sierring